# Jürgen Milski/Diskografie
Diese Diskografie ist eine Übersicht über die musikalischen Werke des deutschen Schlagersängers Jürgen Milski und seines Pseudonyms BB Jürgen. Seine erfolgreichste Veröffentlichung ist die Debütsingle Großer Bruder mit über 800.000 verkauften Einheiten. Diese verkaufte sich laut Schallplattenauszeichnungen alleine in Deutschland über 500.000 Mal, womit sie zu den meistverkauften Schlagern des Landes der 2000er-Jahre zählt.

## Alben

### Studioalben
| Jahr | Titel Musiklabel                   | Höchstplatzierung, Gesamtwochen, AuszeichnungChartplatzierungen (Jahr, Titel, Musiklabel, Platzierungen, Wochen, Auszeichnungen, Anmerkungen) | Höchstplatzierung, Gesamtwochen, AuszeichnungChartplatzierungen (Jahr, Titel, Musiklabel, Platzierungen, Wochen, Auszeichnungen, Anmerkungen) | Höchstplatzierung, Gesamtwochen, AuszeichnungChartplatzierungen (Jahr, Titel, Musiklabel, Platzierungen, Wochen, Auszeichnungen, Anmerkungen) | Anmerkungen                             |
| Jahr | Titel Musiklabel                   | DE | AT | CH | Anmerkungen                             |
| ---- | ---------------------------------- | --- | --- | --- | --------------------------------------- |
| 2000 | Volles Programm Electrola (EMI)    | DE60 (2 Wo.)DE | — | — | Erstveröffentlichung: 13. November 2000 |
| 2007 | Heut’ ist mein Tag EMI Music (EMI) | — | — | — | Erstveröffentlichung: 28. Juni 2007     |

### Gemeinschaftsalben
| Jahr | Titel Musiklabel                  | Anmerkungen                                              |
| ---- | --------------------------------- | -------------------------------------------------------- |
| 2023 | Weil wir Brüder sind Telamo (WMG) | Erstveröffentlichung: 24. November 2023 mit Peter Milski |

### Kompilationen
| Jahr | Titel Musiklabel                   | Anmerkungen                           |
| ---- | ---------------------------------- | ------------------------------------- |
| 2013 | Immer gut gelaunt DA Records (DAR) | Erstveröffentlichung: 11. Januar 2013 |

## Singles

### Als Leadmusiker
| Jahr | Titel Album | Höchstplatzierung, Gesamtwochen, AuszeichnungChartplatzierungen (Jahr, Titel, Album, Platzierungen, Wochen, Auszeichnungen, Anmerkungen) | Höchstplatzierung, Gesamtwochen, AuszeichnungChartplatzierungen (Jahr, Titel, Album, Platzierungen, Wochen, Auszeichnungen, Anmerkungen) | Höchstplatzierung, Gesamtwochen, AuszeichnungChartplatzierungen (Jahr, Titel, Album, Platzierungen, Wochen, Auszeichnungen, Anmerkungen) | Anmerkungen                                                                    |
| Jahr | Titel Album | DE | AT | CH | Anmerkungen                                                                    |
| ---- | --- | --- | --- | --- | ------------------------------------------------------------------------------ |
| 2000 | Ich bin da Volles Programm | DE19 (9 Wo.)DE | — | — | Erstveröffentlichung: 2. Oktober 2000                                          |
| 2001 | Herz geballt Volles Programm | DE74 (3 Wo.)DE | — | — | Erstveröffentlichung: 22. Januar 2001                                          |
| 2002 | Auf Wiedersehen Holland – wir sind dabei –                                                                                                 | DE94 (2 Wo.)DE | — | — | Erstveröffentlichung: 13. Mai 2002                                             |
| 2002 | Wir sind wieder da (Finale Finale!) – | — | — | — | Erstveröffentlichung: 15. Juli 2002                                            |
| 2002 | Deutsche Mädels sind am Nesten – | — | — | — | Erstveröffentlichung: November 2002                                            |
| 2002 | Geile Zeiten Heut’ ist mein Tag | DE88 (2 Wo.)DE | — | — | Erstveröffentlichung: Dezember 2002 feat. Neue Deutsche Welle                  |
| 2003 | So wie wir sehen Sieger aus Heut’ ist mein Tag                                                                                             | — | — | — | Erstveröffentlichung: 4. August 2003                                           |
| 2004 | Heute fährt die 18 bis nach Istanbul auch bekannt als: Heute fährt die 18 bis zum Après Ski Immer gut gelaunt                              | — | — | — | Erstveröffentlichung: 28. Juni 2004                                            |
| 2005 | Der Lu-Lu-Lukas-Song Heut’ ist mein Tag | — | — | — | Erstveröffentlichung: 28. Oktober 2005 feat. Libero 5                          |
| 2006 | Der Schunkelsong Heut’ ist mein Tag | — | — | — | Erstveröffentlichung: 11. November 2006                                        |
| 2007 | Ich weiß, was dir fehlt Heut’ ist mein Tag                                                                                                 | — | — | — | Erstveröffentlichung: 29. Juni 2007 Original: Peter Alexander & Kurt Edelhagen |
| 2008 | Wir ham’ St. Anton überlebt auch bekannt als: Wir ham’ Mallorca überlebt Heut ist mein Tag                                                 | DE83 (4 Wo.)DE | — | — | Erstveröffentlichung: 4. Januar 2008 feat. Mickie Krause                       |
| 2008 | Deutschland ist der geilste Club der Welt auch bekannt als: Kölle ist der geilste Club der Welt oder Malle ist der geilste Club der Welt – | DE58 (4 Wo.)DE | — | — | Erstveröffentlichung: 16. Mai 2008 mit Libero 5                                |
| 2008 | Immer wenn ich traurig bin (trink ich einen Korn) Immer gut gelaunt                                                                        | DE76 (3 Wo.)DE | — | — | Erstveröffentlichung: 1. August 2008 Original: Heinz Erhardt                   |
| 2009 | Von hinten Blondine (von vorne Ruine) – | — | — | — | Erstveröffentlichung: 30. Juni 2009                                            |
| 2010 | Wir sind wieder hier Immer gut gelaunt | — | — | — | Erstveröffentlichung: 11. Januar 2010                                          |
| 2010 | Gletscherspalten Immer gut gelaunt | — | — | — | Erstveröffentlichung: 17. Dezember 2010                                        |
| 2011 | Ich mach ein glückliches Mädchen aus dir Immer gut gelaunt                                                                                 | — | — | — | Erstveröffentlichung: 7. April 2011 Original: Chris Roberts                    |
| 2011 | Viva Mallorca Immer gut gelaunt | — | — | — | Erstveröffentlichung: 6. Juni 2011                                             |
| 2011 | Wir sind Freunde fürs Leben – | — | — | — | Erstveröffentlichung: 12. Juli 2011 mit Libero 5                               |
| 2011 | Du bist Super Plus – | — | — | — | Erstveröffentlichung: 5. Oktober 2011 mit Die Ludolfs                          |
| 2011 | Eurostrand macht happy – | — | — | — | Erstveröffentlichung: 21. November 2011                                        |
| 2012 | Wir fahren bis nach Polen (und wir werden Europameister) –                                                                                 | — | — | — | Erstveröffentlichung: 1. Juni 2012 mit Libero 5                                |
| 2012 | Wo kenn ich dich her? Immer gut gelaunt | — | — | — | Erstveröffentlichung: 20. Juli 2012                                            |
| 2012 | So schön wird’s nie wieder sein Immer gut gelaunt                                                                                          | — | — | — | Erstveröffentlichung: 19. Oktober 2012                                         |
| 2012 | Zu mir oder zu dir Immer gut gelaunt | — | — | — | Erstveröffentlichung: 7. Dezember 2012 feat. Stefan Stürmer                    |
| 2013 | Komm wir tanzen durch die Nacht! – | — | — | — | Erstveröffentlichung: 5. April 2013                                            |
| 2013 | Das hat die Welt noch nie gesehen – | — | — | — | Erstveröffentlichung: 14. Juni 2013                                            |
| 2014 | Unser Zelt auf Westerland – | — | — | — | Erstveröffentlichung: 17. Januar 2014                                          |
| 2014 | Du bist es vielleicht – | — | — | — | Erstveröffentlichung: 23. Mai 2014 mit Melanie Müller                          |
| 2014 | Zwanzigvierzehn – | — | — | — | Erstveröffentlichung: 13. Juni 2014 mit Libero 5                               |
| 2014 | Oh Helene – | — | — | — | Erstveröffentlichung: 17. Oktober 2014                                         |
| 2015 | Magdalena – | — | — | — | Erstveröffentlichung: 10. April 2015                                           |
| 2015 | Es gibt nur eine Insel – | — | — | — | Erstveröffentlichung: 12. Juni 2015                                            |
| 2015 | Wenn Holland nicht wär – | — | — | — | Erstveröffentlichung: 20. November 2015 mit Libero 5                           |
| 2016 | Dr. Bob – | — | — | — | Erstveröffentlichung: 18. März 2016                                            |
| 2016 | Es gibt nur einen Sieger – | — | — | — | Erstveröffentlichung: 15. April 2016 mit Libero 5                              |
| 2016 | Der A Ram Sam Sam Song – | — | — | — | Erstveröffentlichung: 1. Juli 2016 Original: Traditional                       |
| 2017 | Ihr könnt mich alle alle alle – | — | — | — | Erstveröffentlichung: 21. April 2017 mit Deejay Biene                          |
| 2018 | Wir schwören Mallorca die Treue – | — | — | — | Erstveröffentlichung: 4. Mai 2018                                              |
| 2019 | Wo geht die Party ab – | — | — | — | Erstveröffentlichung: 14. Juni 2019                                            |
| 2020 | Mallorcaverliebt – | — | — | — | Erstveröffentlichung: 6. März 2020                                             |
| 2021 | Siebener im Lotto – | — | — | — | Erstveröffentlichung: 16. April 2021                                           |
| 2023 | Schon wieder Weil wir Brüder sind | — | — | — | Erstveröffentlichung: 13. Januar 2023 mit Peter Milski                         |
| 2023 | Schwester Esther Weil wir Brüder sind | — | — | — | Erstveröffentlichung: 14. April 2023 mit Peter Milski                          |
| 2023 | Ruderboot nach Mallorca Weil wir Brüder sind                                                                                               | — | — | — | Erstveröffentlichung: 21. Juli 2023 mit Peter Milski                           |

### Als Gastmusiker
| Jahr | Titel Album                          | Höchstplatzierung, Gesamtwochen, AuszeichnungChartplatzierungen (Jahr, Titel, Album, Platzierungen, Wochen, Auszeichnungen, Anmerkungen) | Höchstplatzierung, Gesamtwochen, AuszeichnungChartplatzierungen (Jahr, Titel, Album, Platzierungen, Wochen, Auszeichnungen, Anmerkungen) | Höchstplatzierung, Gesamtwochen, AuszeichnungChartplatzierungen (Jahr, Titel, Album, Platzierungen, Wochen, Auszeichnungen, Anmerkungen) | Anmerkungen                                                              |
| Jahr | Titel Album                          | DE | AT | CH | Anmerkungen                                                              |
| ---- | ------------------------------------ | --- | --- | --- | ------------------------------------------------------------------------ |
| 2000 | Großer Bruder Ich bleibe wer ich bin | DE1 Platin · (16 Wo.)DE | AT5 (11 Wo.)AT | CH8 (11 Wo.)CH | Erstveröffentlichung: 13. Juni 2000 Verkäufe: + 800.000; Zlatko & Jürgen |

## Musikvideos
| Jahr | Titel                                             |
| ---- | ------------------------------------------------- |
| 2000 | Großer Bruder                                     |
| 2008 | Deutschland ist der geilste Club der Welt         |
| 2008 | Immer wenn ich traurig bin (trink ich einen Korn) |
| 2010 | Wir sind wieder hier                              |
| 2013 | Das hat die Welt noch nie gesehen                 |
| 2014 | Unser Zelt auf Westerland                         |
| 2014 | Du bist es vielleicht                             |
| 2014 | Oh Helene                                         |
| 2015 | Wenn Holland nicht wär                            |
| 2016 | Dr. Bob                                           |
| 2017 | Ihr könnt mich alle alle alle                     |
| 2018 | Wir schwören Mallorca die Treue                   |
| 2023 | Schon wieder                                      |
| 2023 | Schwester Esther                                  |

## Sonderveröffentlichungen
| Jahr | Titel Album                          | Anmerkungen                                                   |
| ---- | ------------------------------------ | ------------------------------------------------------------- |
| 2000 | Großer Bruder Ich bleibe wer ich bin | Erstveröffentlichung: 6. Juli 2000 Zlatko & Jürgen            |
| 2002 | Lasst uns Freunde sein Freunde       | Erstveröffentlichung: 11. März 2002 Olaf Henning feat. Jürgen |

| Jahr | Titel Album                                            | Anmerkungen                                                               |
| ---- | ------------------------------------------------------ | ------------------------------------------------------------------------- |
| 2000 | Leise rieselt der Schnee Weihnachten mit Big Brother   | Erstveröffentlichung: 24. November 2000 mit Nadine; Original: Eduard Ebel |
| 2000 | We Wish You a Merry X-Mas! Weihnachten mit Big Brother | Erstveröffentlichung: 24. November 2000 als Teil der Big Brother Bewohner |

## Promoveröffentlichungen
| Jahr | Titel Album                           | Anmerkungen                             |
| ---- | ------------------------------------- | --------------------------------------- |
| 2000 | Du und ich Volles Programm            | Erstveröffentlichung: 2000 feat. Nadine |
| 2004 | Natascha vorm Pascha Immer gut gelaut | Erstveröffentlichung: 2004              |

## Statistik

### Chartauswertung
|                     | DE    | AT    | CH    |
| ------------------- | ----- | ----- | ----- |
| Nummer-eins-Alben   | DE—DE | AT—AT | CH—CH |
| Top-10-Alben        | DE—DE | AT—AT | CH—CH |
| Alben in den Charts | DE1DE | AT—AT | CH—CH |

|                       | DE    | AT    | CH    |
| --------------------- | ----- | ----- | ----- |
| Nummer-eins-Singles   | DE1DE | AT—AT | CH—CH |
| Top-10-Singles        | DE1DE | AT1AT | CH1CH |
| Singles in den Charts | DE8DE | AT1AT | CH1CH |

### Auszeichnungen für Musikverkäufe
Anmerkung: Auszeichnungen in Ländern aus den Charttabellen bzw. Chartboxen sind in ebendiesen zu finden.
| Land/RegionAuszeichnungen für Musikverkäufe (Land/Region, Auszeichnungen, Verkäufe, Quellen) | Gold | Platin  | Verkäufe | Quellen           |
| -------------------------------------------------------------------------------------------- | ---- | ------- | -------- | ----------------- |
| Deutschland (BVMI)                                                                           | —    | Platin1 | 500.000  | musikindustrie.de |
| Insgesamt                                                                                    | —    | Platin1 |          |                   |